# Büdöskút
Büdöskút (németül Steinbrunn, horvátul Štikapron) falu Ausztriában Burgenland tartományban a Kismartoni járásban.

## Fekvése
Kismartontól 10 km-re nyugatra a Trianon előtti osztrák–magyar határ közelében fekszik. Nagyon szép a fekvése.

## Története
1271-ben "Byzuskut" néven említik először abban az okiratban, melyben Somfalvi Miklós eladja itteni birtokát. A település egykori vaslelőhely, határában vaskohók működtek. Nevét kellemetlen szagú ásványokban gazdag forrásvizéről kapta. Német neve csak 1344-ben bukkan fel először egy adásvételi oklevélben. Régi templomát 1359-ben építették. Az 1529-es és 1532-es török pusztítások után horvátokkal telepítették be. 1683-ban ismét lerombolta a Bécs ellen vonuló török. Temploma 1686-ban épült a lerombolt régi helyett. 1810-ben külszíni barnaszénbánya nyílt a határában. A munkások elszállásolására a bánya közelében új településrész jött létre. A bánya éves termelése elérte a 600 tonnát. A 19. század végére a lakosság száma elérte a 2000 főt. 1905-ben a bányát villamosították, majd 20 évvel később az egész településen megtörtént a villamos áram bevezetése.
Vályi András szerint "BÜDÖSKÚT. németűl Stinkendbrun, vagy Stikapron. Német falu Sopron Vármegyében, földes Ura Hertzeg Eszterházy Uraság, lakosai katolikusok, vetésre alkalmatos, de szőlő termésre terméketlen helye van, középszerű javaihoz képest, második Osztálybéli."
Fényes Elek szerint "Büdöskút, németül Stinkenbrunn, horvát falu, Sopron vgyében, Sopronhoz északra 3 mfd., 1025 kath. lak., s paroch. templommal. Van 40 7/8 telek után 1103 6/8 h. urb. szántóföldje, 301 kapa szőleje, 82 h. erdeje, 890 h. legelője, 10 hold uradalmi szántóföldje. Termeszt buzát, rozsot, árpát, zabot és burgonyát. Bora savanyú; az erdő fáczánkertnek használtatik. Birja h. Eszterházy."
1910-ben 1399, többségben horvát lakosa volt, jelentős német kisebbséggel. A trianoni békeszerződésig Sopron vármegye Kismartoni járásához tartozott. 1921-ben a trianoni és saint germaini békeszerződések értelmében Ausztria része lett.
2001-ben 1902 lakosából 1433 német, 337 horvát, 32 magyar nemzetiségű lakosa volt.

## Nevezetességei
- A település vadászkastélya és fácánkertje a 18. század végén épült.
- a Szent Kereszt megtalálása tiszteletére szentelt plébániatemploma 1686 és 1690 között épült barokk stílusban.
- A Mária-oszlopot 1680-ban emelték.
- Szent Antal-oszlopát 1730-ban építették.
- 1965-ben kápolna is épült a községben.

## Híres személyek
- Glavanich Gáspár horvát költő-író itt született
- Kuzmich András horvát író, fordító, tanár, Büdöskúton dolgozott évtizedekig[forrás?]
- Maurus Mezei magyar származású osztrák író, műfordító itt született 1886-ban